# 陈清如
陈清如（1926年12月3日—2021年5月26日），男，浙江杭州人，中国矿物加工专家，中国矿业大学教授，中国工程院院士，中国矿物加工学科的奠基者和开拓者之一。

## 生平
1952年，毕业于唐山交通大学。1995年，当选中国工程院院士。